# Gare d'Ürümqi
La gare d'Ürümqi est une gare ferroviaire chinoise situé à Ürümqi. Elle a été ouvert le 16 novembre 2014. Le nom de gare d'Urumqi était celui de la gare d'Urumqi-Sud entre 1962 et 2014.

## Situation ferroviaire
Aujourd'hui, cette gare est une plaque tournante du transport sur la ligne LGV Lanzhou - Ürümqi, desservant les trains à grande vitesse et conventionnels à Ürümqi. Il ne faut pas la confondre avec la gare d'Ürümqi Sud, connue sous le même nom de 1962 à 2014, lorsque la nouvelle gare a été achevée. La gare la plus récente, beaucoup plus grande que Ürümqi Sud, assume le rôle de gare principale d'Ürümqi. Cependant, les trains continueront de desservir les deux, certains services express passant par l'ancienne gare.
Construit principalement comme terminus ouest du chemin de fer à grande vitesse Lanzhou – Ürümqi (construction : 2009-2014) sur 1 776 km : pour la première fois, des trains à grande vitesse relient maintenant la province de l'extrême Ouest aux villes de l'est de la Chine, permettant aux trains express d'atteindre Pékin en environ 18 heures; beaucoup moins que les 31 heures que cela prenait auparavant. 
Les services ferroviaires conventionnels continuent d'utiliser la ligne ferroviaire Lan-Xin vers l'Est et le Chemin de fer du nord du Xinjiang vers l'ouest dans le reste de la province.
La gare d'Urumqi (nouvelle gare de passagers) est située dans la partie nord-ouest de la ville. La construction a commencé en avril 2013, s'est achevé en 2015. 
Elle a été ouverte par la période d'essai le 1er juillet 2016 avec des services à grande vitesse vers Hami.
Une fois terminée, elle peut accueillir 8 000 passagers en attente de l'autobus et recevoir un flux de passagers quotidien aux heures de pointe qui peut atteindre 240 000 personnes.

## Histoire
La gare d'Ürümqi était anciennement une petite halte appelée Ergong.

## Service des voyageurs

### Desserte
La gare est desservie par la ligne LGV Lanzhou - Ürümqi, de trains à grande vitesse et de trains conventionnels.
C'est un projet emblématique du Xinjiang comme plaque tournante du transport ferroviaire à grande vitesse et un important projet de transport sur la «ceinture économique de la route de la soie».

### Intermodalité
La zone où se trouve la gare d'Urumqi (nouvelle gare de voyageurs) réalise une connexion fluide entre divers modes de transport tels que la ligne à grande vitesse, le transport ferroviaire normal, les autobus et la location de véhicules. La gare dispose d'un total de 500 places de stationnement, le parking était temporairement gratuit en 2016. Urumqi a également ouvert 6 lignes de bus pour faciliter l'accès à la gare.